# Rex White
Pour les articles homonymes, voir White.
Rex Allen White, né le 17 août 1930 à Taylorsville (Caroline du Nord) et mort le 18 juillet 2025 dans la même ville, est un pilote américain de NASCAR actif entre 1956 et 1964 ,.

## Carrière
Rex White participe à 9 saisons de NASCAR entre 1956 et 1964 et remporte le championnat Grand National en 1960. Il totalise 28 victoires et 163 top 10.